# Buffalo Bob Smith
Pour les articles homonymes, voir Robert Smith et Smith.
Buffalo Bob Smith est un acteur américain né le 27 novembre 1917 à Buffalo, New York (États-Unis), décédé le 30 juillet 1998 à Hendersonville (Caroline du Nord).

## Filmographie
- 1947 : Puppet Playhouse (série TV) : Host / voice of Howdy Doody
- 1954 : Howdy Doody (série TV) : Buffalo Bob Smith (1947-1960)
- 1967 : Track of Thunder
- 1976 : The New Howdy Doody Show (série TV) : Howdy Doody
- 1979 : Andy's Funhouse (TV) : Howdy Doody (voix)
- 1991 : Junior le terrible 2 (Problem Child 2) : Father Flanagan